# Bulat Sariyev
Bulat Sariyev (Oral, 26 settembre 1991) è un arbitro di calcio kazako.

## Carriera
Divenuto internazionale nel 2022, il 18 novembre 2023 dirige la sua prima partita tra nazionali maggiori, nell'incontro valido per le qualificazioni al campionato europeo di calcio 2024 tra Bielorussia e Andorra.